# Jeumont

Jeumont este o comună în departamentul Nord, Franța. În 1 ianuarie 2022 avea o populație de 10.273 de locuitori.